# ريتشي مايرز
ريتشي مايرز (بالإنجليزية: Richie Myers)‏ هو لاعب كرة قاعدة أمريكي، ولد في 7 أبريل 1930 في ساكرامنتو في الولايات المتحدة، وتوفي في 24 يونيو 2011 في يريكا في الولايات المتحدة.

## وصلات خارجية
- ريتشي مايرز على موقعبيزبول رفرنس.كوم (الدوري الرئيسي) (الإنجليزية)